# Adams Memorial
O Adams Memorial (em português:  Memorial Adams) é um monumento localizado na Seção E do Cemitério Rock Creek, Washington, D.C., que apresenta uma escultura em bronze de autoria de Augusto Saint-Gaudens e Stanford White. A estátua está envolta em um manto sentada contra um bloco de granito, que fica em um dos lados de um platô hexagonal, projetado pelo arquiteto Stanford White.
Erguido em 1891, o monumento foi encomendado pelo historiador Henry Adams (um membro da família Adams) como um memorial à sua esposa, Clover Hooper Adams. 
Adams pediu a Saint-Gaudens que incluísse alguns elementos da arte budista. Um desses ícones, Kwannon (também conhecido como Guan Yin, o Bodhisattva da compaixão), é frequentemente representado como uma figura sentada, envolta em pano. Saint-Gaudens também pode ter sido influenciado pela arte funerária parisiense, que admirou durante sua estada na França.
Em 16 de março de 1972, o Adams Memorial foi adicionado a lista do Registro Nacional de Lugares Históricos.